# Уколов, Сергей Яковлевич
Сергей Яковлевич Уко́лов (1864—1897) — русский поэт-юморист, фельетонист, переводчик.

## Биография
Из мещан. Учился во 2-й петербургской гимназии (1875—1882), которую не окончил. В третьем классе издавал и редактировал юмористический журнал, писал патриотические стихи о русско-турецкой войне 1877—1878, режиссёр любительских спектаклей. Первая публикация — «Отечественная грамматика» («Мирской толк» ― 1881) ― стала началом цикла комических интервью (в том же году с апреля по август), стилизованных под гимназическую и университетскую программу: «Синтаксис отечественного языка», «Отечественная грамматика. Правописание», «Отечественная грамматика. История литературы», «Научный отдел. География», «Научный отдел. История», «Политическая экономия», «Дипломатия (народное право)», «Гражданское право», «Уголовное право», «Арифметика». Высмеивает лень, глупость, необразованность, приводящие к несчастью невинных и бесправных людей, либеральный взгляд на общественную мораль («Законники введенского причта» ― 1882). В стихах порой оттенок легкой шутки («Колокольчик» ― 1882; «Мирской толк» ― 1882), некоторые написаны в форме эпиграмм-эпитафий («Шут» ― 1884).
Печатался также в «Петербургской газете» (1884—1888), но в основном в «Петербургском листке» (1884—1897), редакцию которого воспринимал как свою «семью». На его страницах помещал воскресные фельетоны на злобу дня (пытался следовать острой сатиричности «Свистка» 1860-х гг.), выступал в амплуа поэта-юмориста (например, в рубрике «Листки из альбома свистунов»). Публикации Уколова: «Из чудес земли русской» (1887); 1895: «Модное словечко (посвящение Е. И. Кедрину)», «На улице», «Кое-что», «По телефону. Разговор с Москвой», «Обозрение 1895 г.»; 1896: «На новый год», «О новом годе», «Нашествие иноплеменников», «Плач конки», «За неделю», «Открытые письма», «Вести с земли», «Знаки препинания», «За неделю», «Письма в Америку», «Герои недели», «О воде»; 1897: «Новому году», «На балу», «Открытые письма», «Песня мизантропа» — отличались «остроумием, весёлым юмором и подчас зло бичевали темные стороны общественной жизни». Сам Уколов называл себя «легкомысленным».
Уколов работал над либретто, переводами, переделками зарубежных оперетт [например, «Наши донжуаны» (1893; совместно с А. А. Шульцем), оперетта-фарс «Тетка из Тамбова» (1895; совместно с С. А. Пальмом; театр Корша, 1894) ― переделка популярной английской комедии «Тётка Чарлея» Б. Томаса], стихами к ним, обозрениями, пользовавшимися успехом и собиравшими петербургский бомонд. Вставляя отдельные фразы и злободневные куплеты, Уколов старался актуализировать известные тексты. По свидетельству современника, в 1880—1890-е гг. Уколов и М. В. Шевляков «безраздельно царили на русской опереточной сцене». Склонность к жанру оперетты проявилась и в выборе некоторых псевдонимов (Не-Гуно, Орфей из ада, Бедный Ионафан). Популярные марши, польки, романсы на стихи Уколова выходили отдельными изданиями: «Мишутка, весёлый мальчуган» (юмористический марш с пением), «Это сногсшибательно» (комические куплеты к оперетте «Цыганский барон»; обе ― 1886), «О, любовь!» (вальс из оперетты «Деньги, слава и женщины»), «Ура! Войска идут!» (марш с пением; обе ― 1887), «Блины» (масляничная полька с куплетами), «Петрушка — красный нос» (куплеты), «Успокой меня» (романс на мотив вальса Э. Вальдтейфеля «Помона»; все три ― 1888), «Красавец-рыбачок» (вальс для голоса с фортепиано ― 1889).
Несмотря на врожденный физический недуг (хромал и был горбат), Уколов оставался добродушным и довольным жизнью человеком. При этом тема хромоты не раз возникала в его стихах и прозе.
Умер от болезни печени. Похоронен на Литературных мостках Волкова кладбища рядом с могилами сотрудников «Петербургского листка» М. Г. Гребенщикова, А. К. Галкина, А. П. Ерошкина.
Другие произведения: Переводы: с французского — «Маскотта», «Продаётся карета», «Синьор Пифардино», «Спектакль с приключениями», «Шерамур» (все — 1886; все совместно с А. Н. Николаевым); с немецкого — «Баловень счастья» (1892), «Певец из Палермо» (1894; совместно с А. К. Паули), «Враг женщин, или Пробный поцелуй», «Заколдованный замок» (совместно с А. Н. Николаевым), «Секрет сатаны» (совместно с А. К. Паули; все три ― 1895), с английского — «Сын Микадо, или Один день в Японии» (совместно с А. Н. Николаевым).